# بيث غيبونز
بيث غيبونز (بالإنجليزية: Beth Gibbons) (و. 1965  م) هي مغنية، وموسيقية، وعازفة قيثارة، وكاتبة غنائية بريطانية، ولدت في إكزتر، تستخدم آلات قيثارة، وهي عضوةٌ في بورتس هيد.

## وصلات خارجية
- بيث غيبونز على موقع IMDb (الإنجليزية)
- بيث غيبونز على موقع الموسوعة البريطانية (الإنجليزية)
- بيث غيبونز على موقع ألو سيني (الفرنسية)
- بيث غيبونز على موقع ميوزك برينز (الإنجليزية)
- بيث غيبونز على موقع إن إن دي بي (الإنجليزية)
- بيث غيبونز على موقع أول ميوزيك (الإنجليزية)
- بيث غيبونز على موقع ديسكوغز (الإنجليزية)
- بيث غيبونز على موقع قاعدة بيانات الفيلم (الإنجليزية)
- بيث غيبونز على موقع كينوبويسك (الروسية)
- بيث غيبونز في قاعدة بيانات الأفلام على الإنترنت